# Metallocrates transformata
Metallocrates transformata är en fjärilsart som beskrevs av Edward Meyrick 1930. Metallocrates transformata ingår i släktet Metallocrates och familjen förnamalar. Inga underarter finns listade i Catalogue of Life.